# كونشا بيريز كولادو
كونشا بيريز كولادو (بالإسبانية: Conxa Pérez Collado) هي نقابية إسبانية، ولدت في 17 أكتوبر 1915 في برشلونة في إسبانيا، وتوفيت في 17 أبريل 2014.